# Oleria ilerda
Oleria ilerda är en fjärilsart som beskrevs av William Chapman Hewitson 1853. Oleria ilerda ingår i släktet Oleria och familjen praktfjärilar. Inga underarter finns listade i Catalogue of Life.